# Ohl (Halver)
Ohl, auch Volmer Ohl oder Ohl an der Volme genannt, ist ein Wohnplatz in Halver im Märkischen Kreis im Regierungsbezirk Arnsberg in Nordrhein-Westfalen (Deutschland).

## Lage und Beschreibung
Ohl liegt auf 277 m ü. NHN im Volmetal an der Mündung des Vömmelbachs in die Halver. Die Ortslage ist heute nicht mehr eigenständig wahrnehmbar, sondern Teil der geschlossenen Gewerbe- und Wohnbebauung des Halveraner Ortsteils Oberbrügge. Weitere Nachbarorte sind Volme, Vömmelbach und Berghaus. Nördlich steigt das Gelände zu dem Mühlenberg an.

## Geschichte
Ohl wurde erstmals 1590 urkundlich erwähnt, die Entstehungszeit der Siedlung ist vermutlich nur wenig älter und wird auf 1500 bis 1550 datiert. Ohl war ein Abspliss der Hofschaften Volme oder Vömmelbach.
1818 lebten drei Einwohner im Ort. Laut der Ortschafts- und Entfernungs-Tabelle des Regierungs-Bezirks Arnsberg wurde Ohl unter dem Namen Volmer Ohl als Ackergut kategorisiert und besaß 1838 eine Einwohnerzahl von neun, allesamt evangelischen Glaubens. Der Ort gehörte zur Ehringhausener Bauerschaft innerhalb der Bürgermeisterei Halver und besaß zwei Wohnhäuser und ein landwirtschaftliches Gebäude.
Das Gemeindelexikon für die Provinz Westfalen von 1887 gibt eine Zahl von 15 Einwohnern an, die in zwei Wohnhäusern lebten.